# Thành Thánh

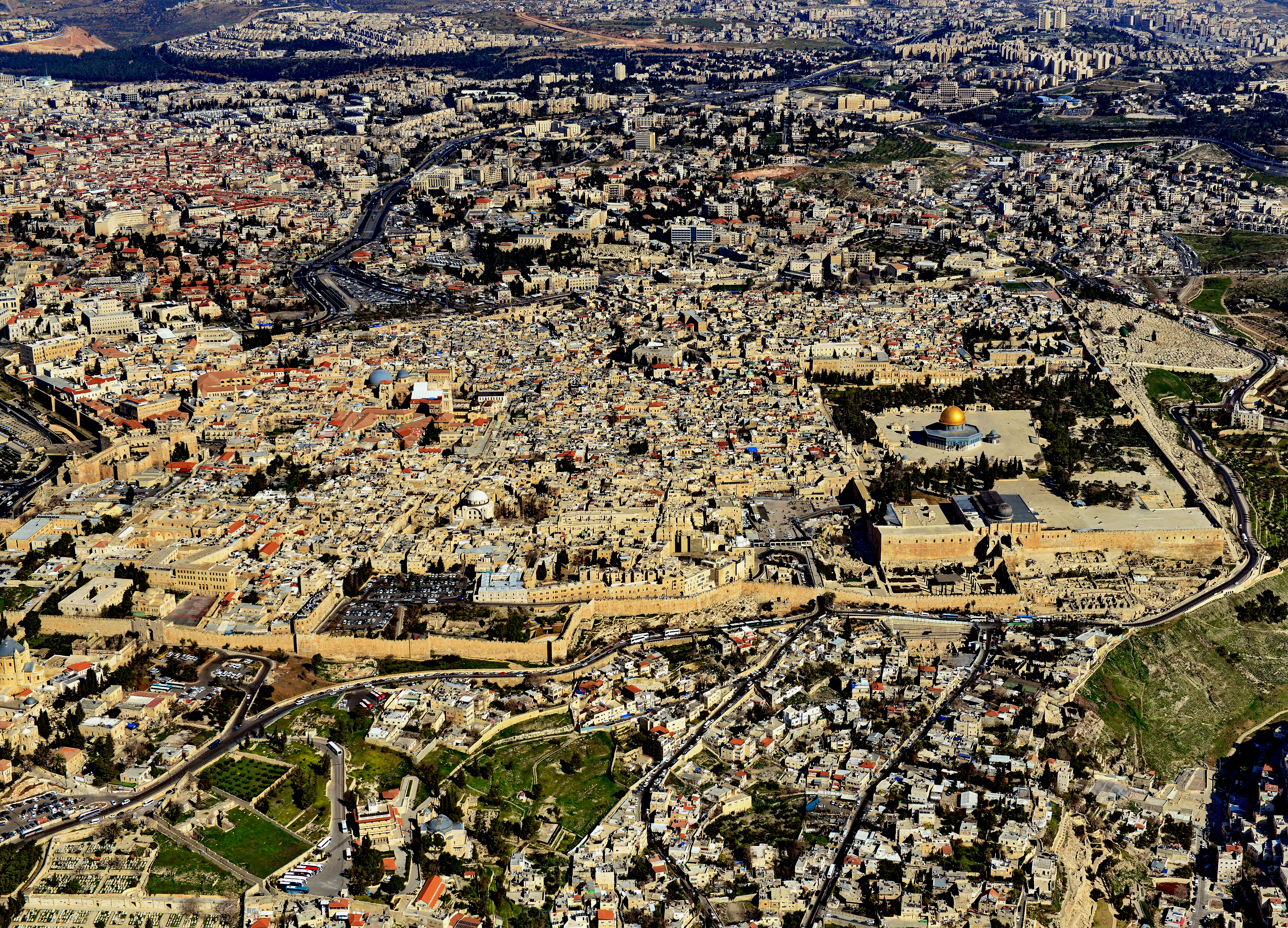
Thành phố cổ Jerusalem, Thành Thánh của ba tôn giáo Do Thái giáo, Cơ Đốc giáo và Islam giáo.

Thành Thánh (chữ Anh: Holy city), hoặc gọi Thành phố Thánh, Thánh thành, chỉ một thành phố trọng yếu trong tôn giáo, thành phố này chiếm một vị trí hết sức trọng đại trong lịch sử hoặc hiện tại đối với tôn giáo đó. Thành Thánh cũng có thể là nơi đặt tổng bộ của một tôn giáo, ví dụ như nơi cư trú hoặc văn phòng của các giáo sĩ Thánh chức chủ yếu, viện thần học hoặc nơi thờ tự chủ yếu của tôn giáo đó. Thành Thánh là một thành phố mang tính biểu tượng, đại diện cho những thuộc tính vượt qua đặc điểm tự nhiên của nó. 

## Danh sách Thành Thánh trên thế giới

### Châu Phi
| Thành phố       | Thuộc quốc gia         | Tôn giáo đại biểu |
| --------------- | ---------------------- | ----------------- |
| Axum            | Ethiopia               | Cơ Đốc giáo       |
| Alexandria      | Ai Cập                 | Cơ Đốc giáo       |
| Ewu             | Nigeria                | Cơ Đốc giáo       |
| Ifẹ             | Nigeria                | Tôn giáo Yoruba   |
| Lalibela        | Ethiopia               | Cơ Đốc giáo       |
| Nkamba          | Cộng hòa Dân chủ Congo | Kimbangu giáo     |
| Zion City Moria | Nam Phi                | Cơ Đốc giáo       |
| Kairouan        | Tunisia                | Islam giáo        |

### Châu Á

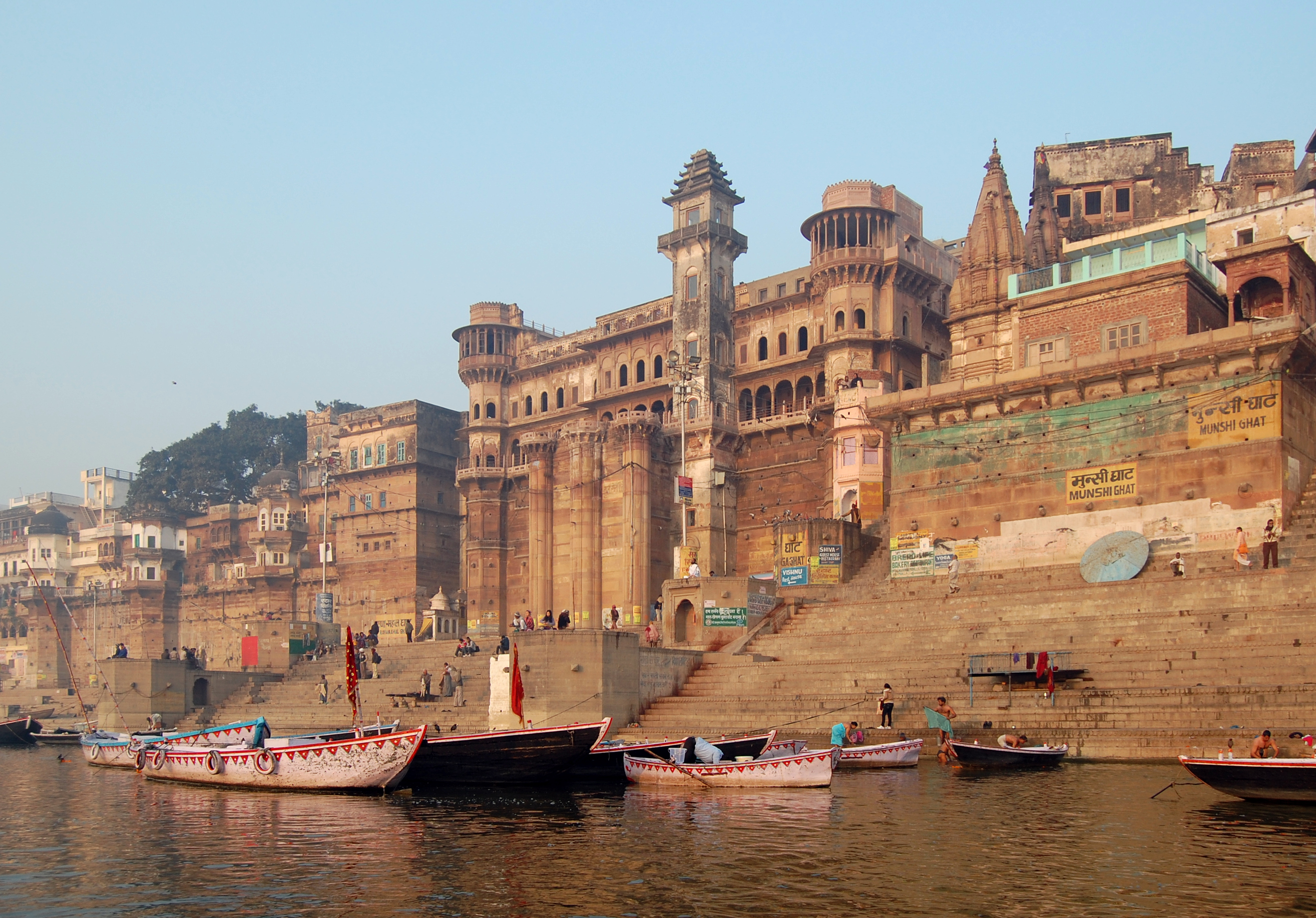
Varanasi, một trong thành phố cổ nhất và thiêng liêng nhất của Ấn Độ giáo.

#### Tây Á và Nam Á

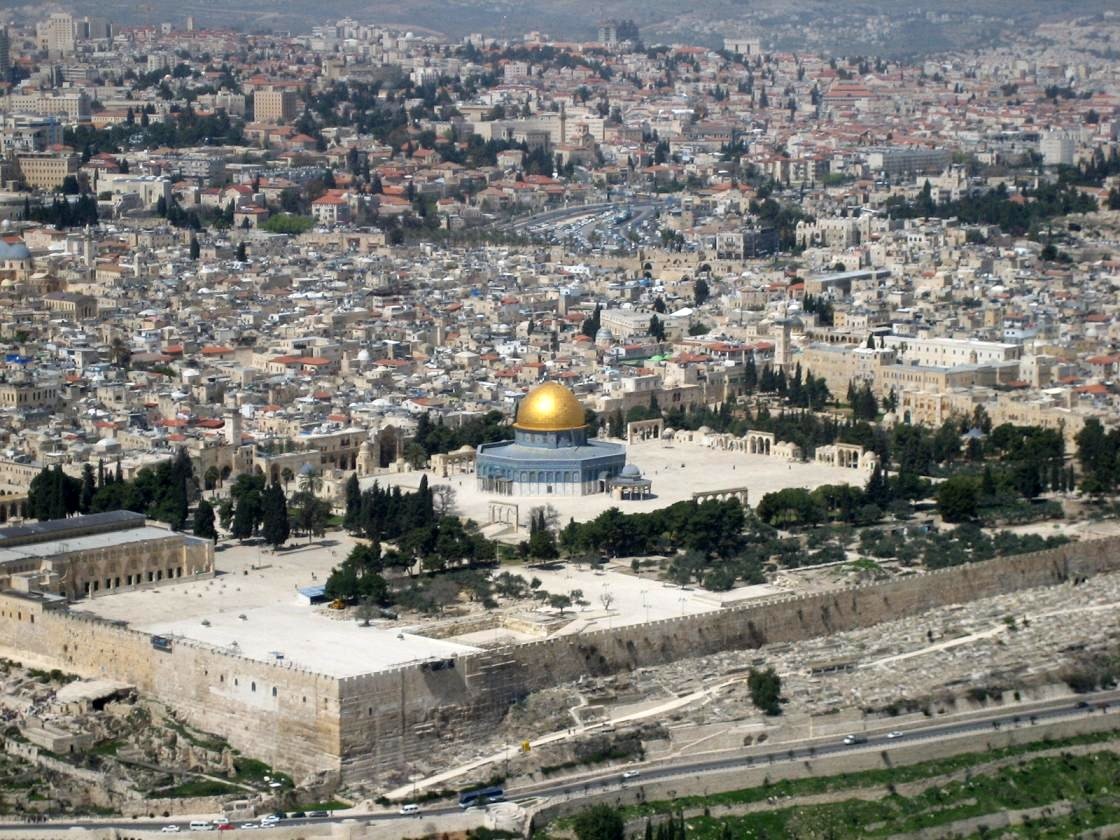
Haram-e-Sharif hoặc gọi Đồi Thánh điện nằm ở Jerusalem, một Thành Thánh của Do Thái giáo, Cơ Đốc giáo và Islam giáo.

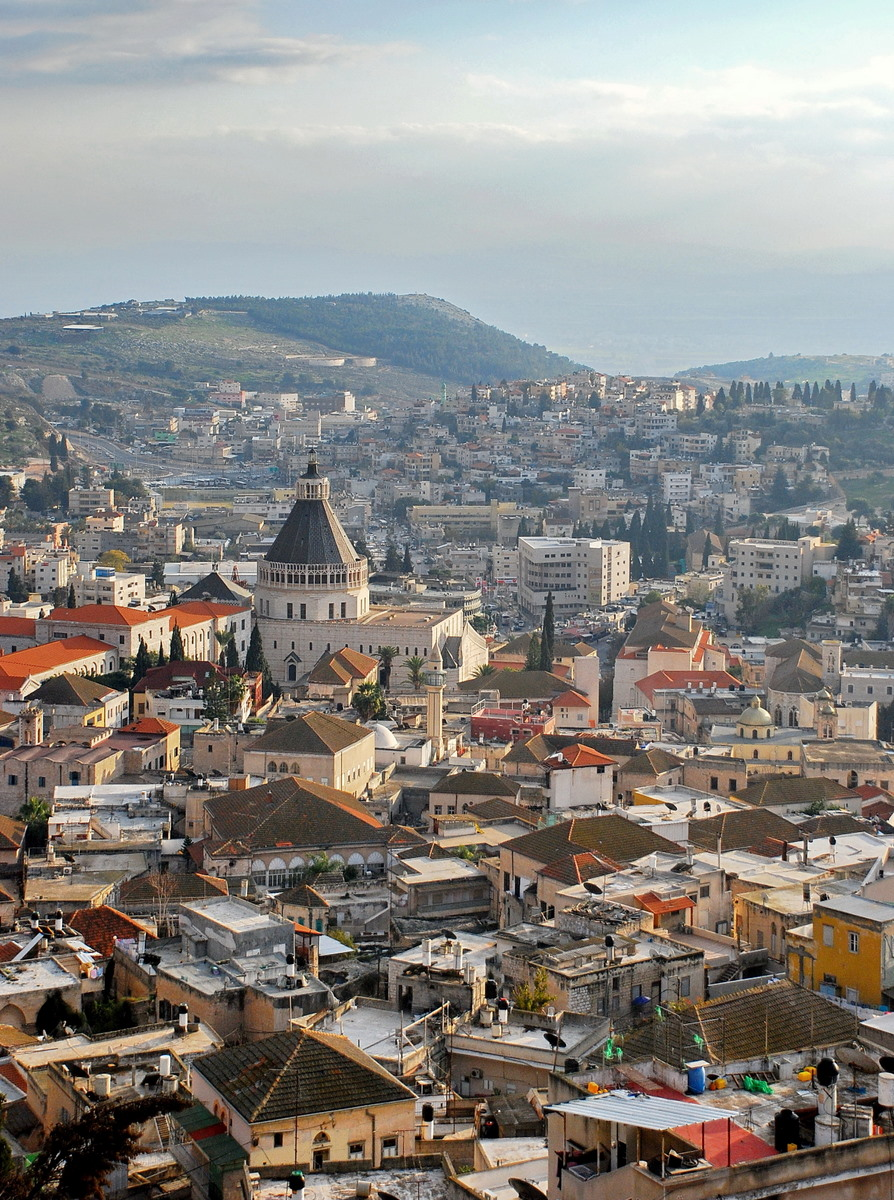
Nazareth, Thành Thánh của Cơ Đốc giáo.

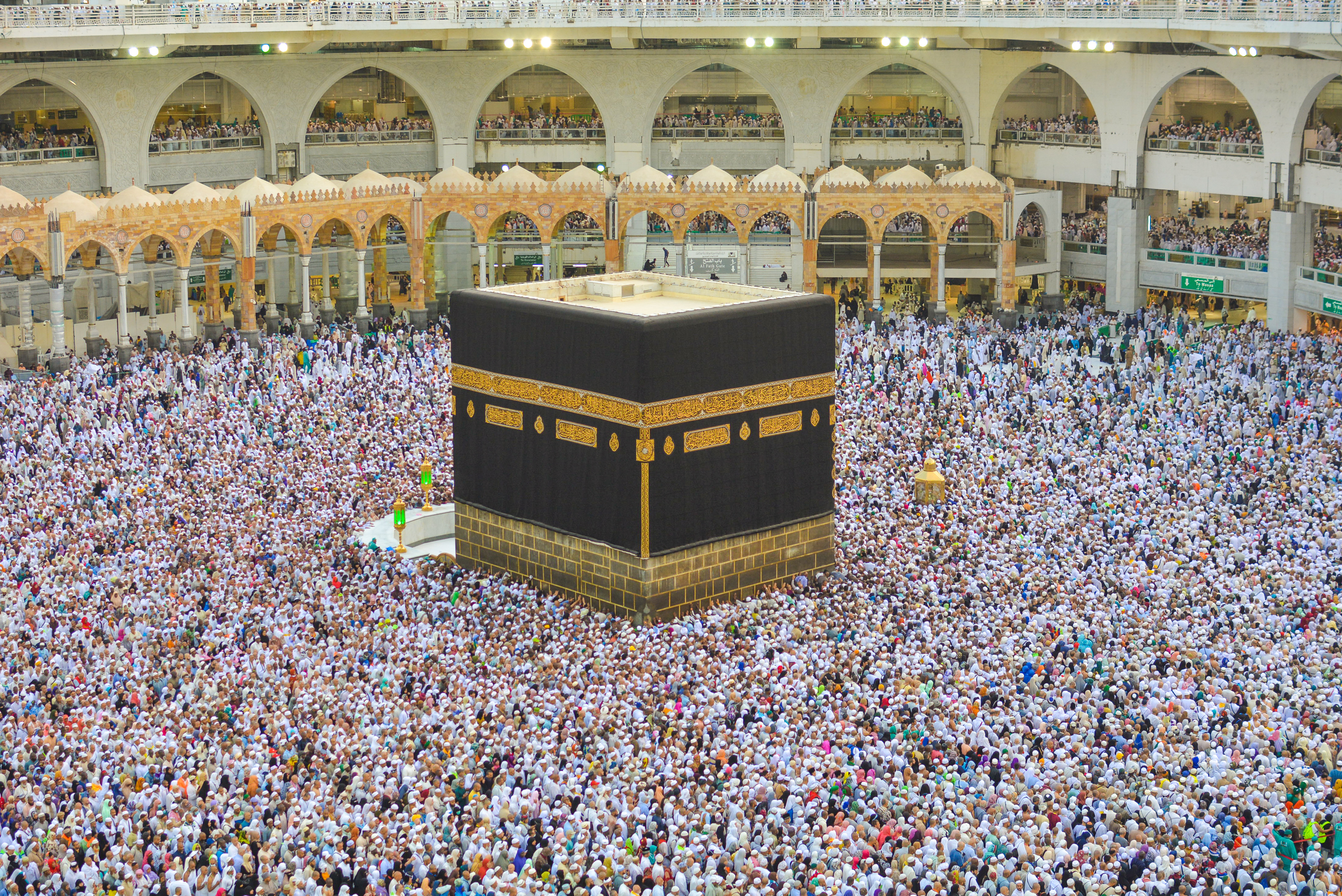
Kaaba nằm ở Mecca, Thành Thánh của Islam giáo.

| Thành phố         | Thuộc quốc gia                            | Tôn giáo đại biểu                     |
| ----------------- | ----------------------------------------- | ------------------------------------- |
| Amritsar          | Ấn Độ                                     | Sikh giáo                             |
| Anandpur Sahib    | Ấn Độ                                     | Sikh giáo                             |
| Antakya (Antioch) | Thổ Nhĩ Kì                                | Cơ Đốc giáo                           |
| Ayodhya           | Ấn Độ                                     | Ấn Độ giáo                            |
| Balkh             | Afghanistan                               | Islam giáo (phái Shia)                |
| Beirut            | Liban                                     | Cơ Đốc giáo                           |
| Bethlehem         | Palestine                                 | Cơ Đốc giáo, Islam giáo, Do Thái giáo |
| Bodh Gaya         | Ấn Độ                                     | Phật giáo, Ấn Độ giáo                 |
| Dwarka            | Ấn Độ                                     | Ấn Độ giáo                            |
| Haifa             | Israel                                    | Tín ngưỡng Baháʼí                     |
| Hebron            | Palestine                                 | Do Thái giáo, Islam giáo              |
| Hittin            | Israel                                    | Druze giáo                            |
| Jerusalem         | Israel / Palestine (Vị thế của Jerusalem) | Do Thái giáo, Cơ Đốc giáo, Islam giáo |
| Kanchipuram       | Ấn Độ                                     | Ấn Độ giáo, Kì Na giáo, Phật giáo     |
| Haridwar          | Ấn Độ                                     | Ấn Độ giáo                            |
| Karbala           | Iraq                                      | Islam giáo (phái Shia)                |
| Kathmandu         | Nepal                                     | Ấn Độ giáo                            |
| Khalwat al-Bayada | Liban                                     | Druze giáo                            |
| Kufa              | Iraq                                      | Islam giáo (phái Shia)                |
| Lahore            | Pakistan                                  | Islam giáo, Sikh giáo                 |
| Lumbini           | Nepal                                     | Phật giáo                             |
| Mashhad           | Iran                                      | Islam giáo (phái Shia)                |
| Mathura           | Ấn Độ                                     | Ấn Độ giáo                            |
| Mecca             | Saudi Arabia                              | Islam giáo                            |
| Medina            | Saudi Arabia                              | Islam giáo                            |
| Meron             | Israel                                    | Do Thái giáo                          |
| Mtskheta          | Gruzia                                    | Cơ Đốc giáo                           |
| Nashik            | Ấn Độ                                     | Ấn Độ giáo, Phật giáo                 |
| Nablus            | Palestine                                 | Do Thái giáo, Samarita giáo           |
| Najaf             | Iraq                                      | Islam giáo (phái Shia)                |
| Nankana Sahib     | Pakistan                                  | Sikh giáo                             |
| Nazareth          | Israel                                    | Cơ Đốc giáo                           |
| Prayagraj         | Ấn Độ                                     | Ấn Độ giáo                            |
| Qom               | Iran                                      | Islam giáo (phái Shia)                |
| Safed             | Israel                                    | Do Thái giáo                          |
| Tiberias          | Israel                                    | Do Thái giáo                          |
| Vagharshapat      | Armenia                                   | Cơ Đốc giáo                           |
| Varanasi          | Ấn Độ                                     | Ấn Độ giáo, Phật giáo                 |

#### Trung và Đông Á
| Thành phố | Thuộc quốc gia | Tôn giáo đại biểu              |
| --------- | -------------- | ------------------------------ |
| Bắc Cảng  | Đài Loan       | Tín ngưỡng dân gian Trung Quốc |
| Đại Giáp  | Đài Loan       | Tín ngưỡng dân gian Trung Quốc |
| Ise       | Nhật Bản       | Thần đạo                       |
| Kyoto     | Nhật Bản       | Phật giáo, Thần đạo            |
| Lhasa     | Trung Quốc     | Phật giáo                      |
| Turkistan | Kazakhstan     | Islam giáo (phái Sufi)         |

### Đông Nam Á

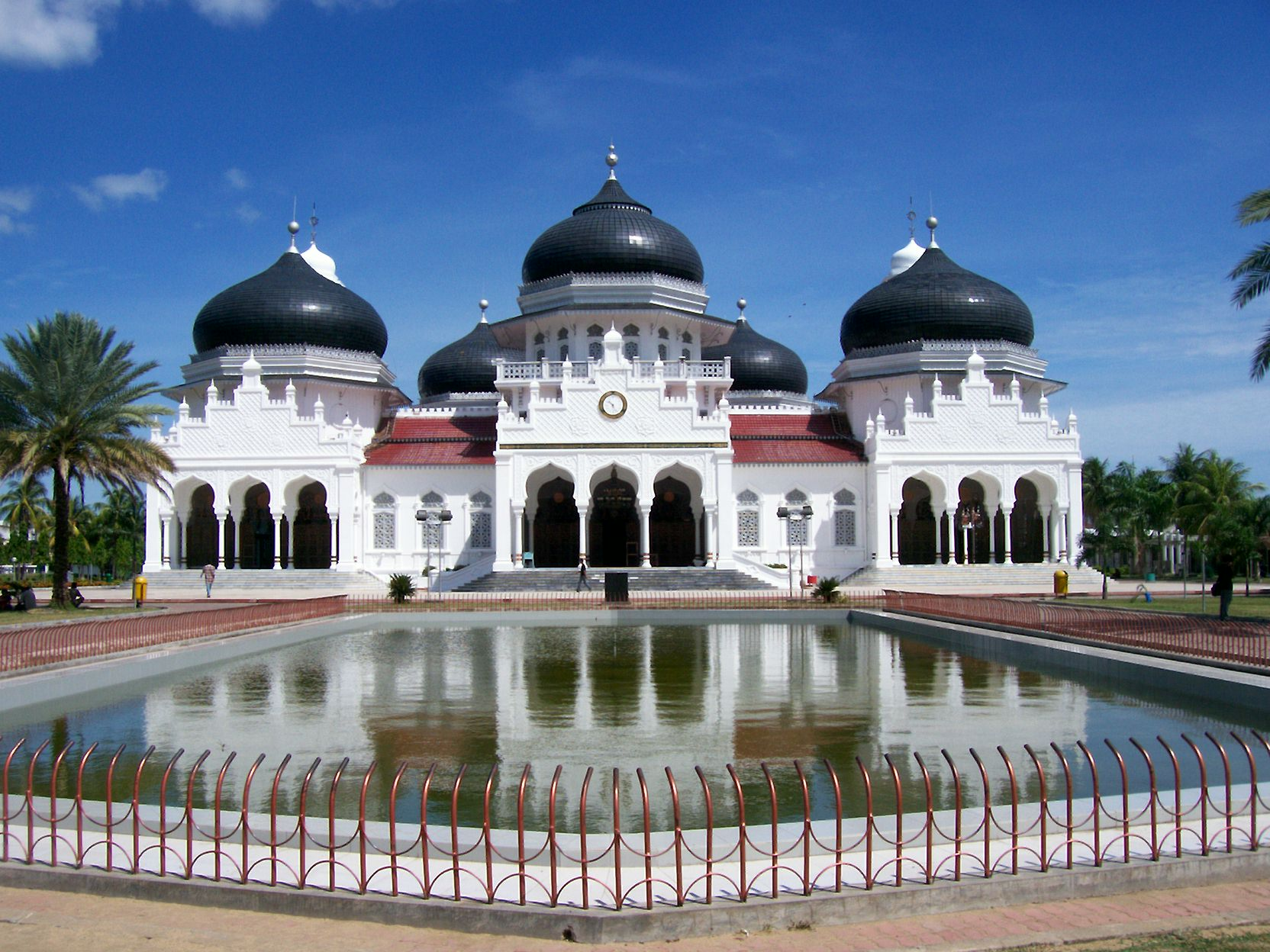
Đại Thánh đường Hồi giáo Baiturrahman nằm ở thành phố Banda Aceh, một biểu tượng cho việc áp dụng giáo luật Sharia ở tỉnh Aceh.

| Thành phố                     | Thuộc quốc gia | Tôn giáo đại biểu             |
| ----------------------------- | -------------- | ----------------------------- |
| Antipolo                      | Philippines    | Cơ Đốc giáo                   |
| Bali                          | Indonesia      | Ấn Độ giáo                    |
| Cebu                          | Philippines    | Cơ Đốc giáo                   |
| El Salvador, Misamis Oriental | Philippines    | Cơ Đốc giáo                   |
| Naga, Camarines Sur           | Philippines    | Cơ Đốc giáo (Công giáo La Mã) |
| Siem Reap                     | Campuchia      | Phật giáo, Ấn Độ giáo         |
| Valenzuela                    | Philippines    | Cơ Đốc giáo                   |
| Zamboanga                     | Philippines    | Cơ Đốc giáo                   |

### Châu Âu

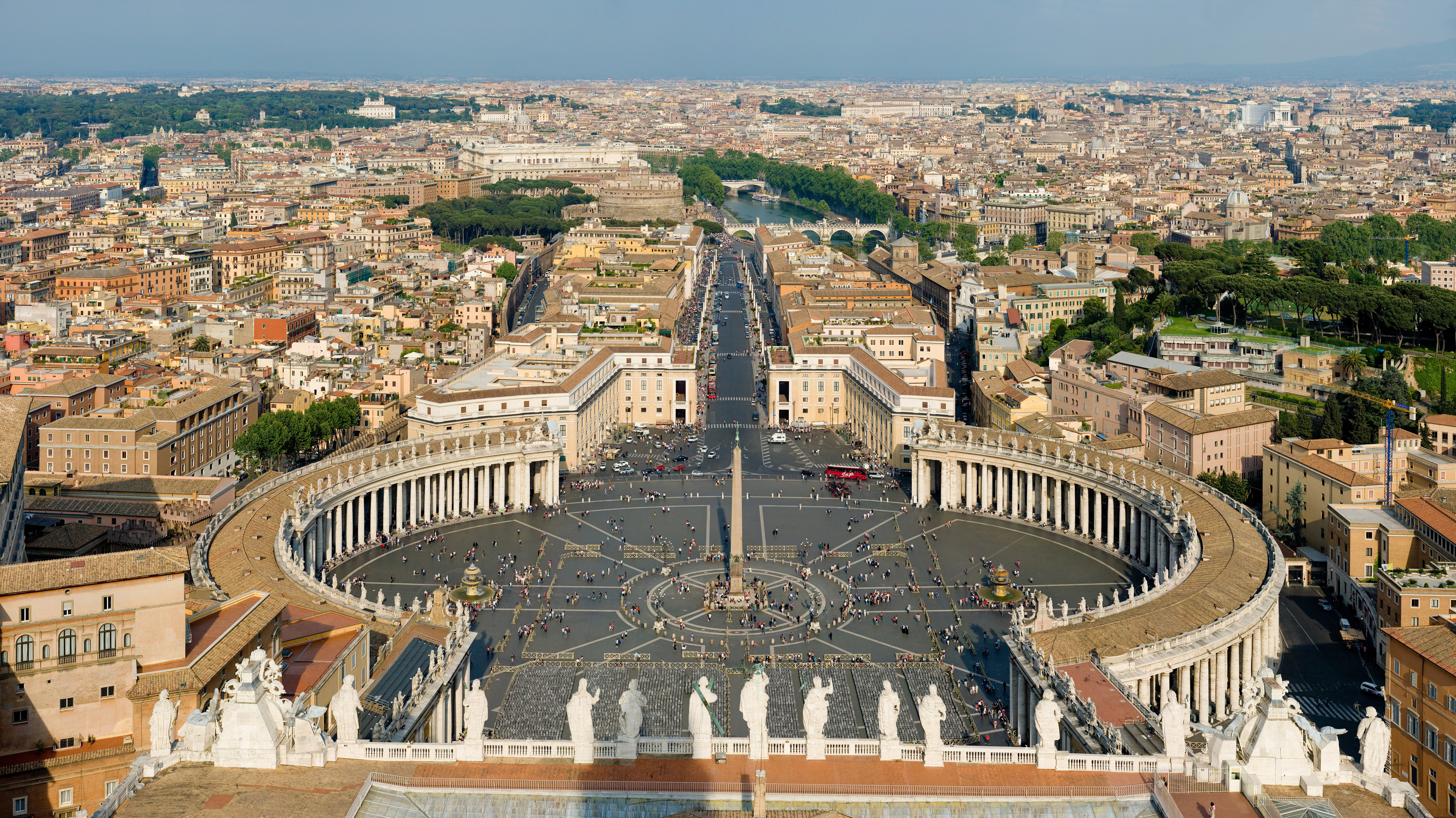
Quảng trường Thánh Peter, Thành quốc Vatican.

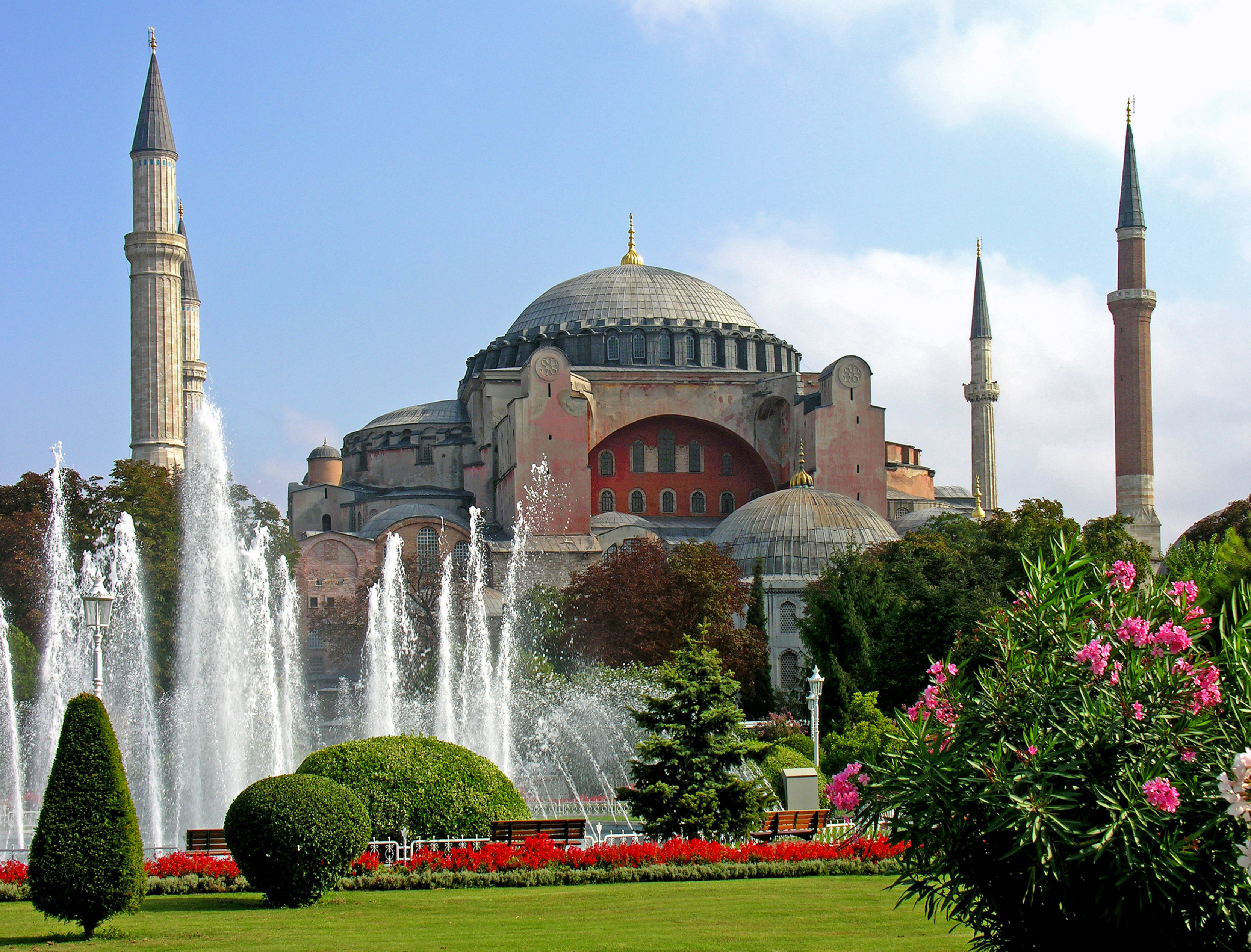
Hagia Sophia, Istanbul.

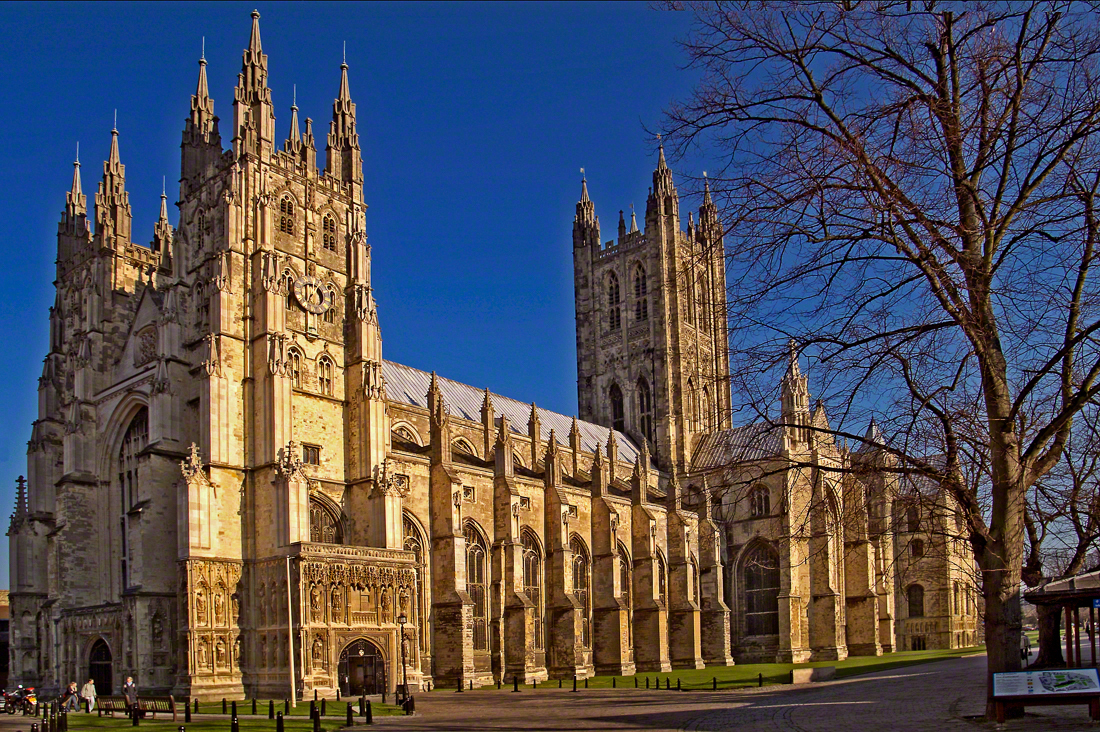
Giáo đường Canterbury.

| Thành phố                 | Thuộc quốc gia        | Tôn giáo đại biểu                            |
| ------------------------- | --------------------- | -------------------------------------------- |
| Assisi                    | Ý                     | Cơ Đốc giáo                                  |
| Athens                    | Hi Lạp                | Đa thần giáo Hi Lạp (Phục hưng), Cơ Đốc giáo |
| Ávila                     | Tây Ban Nha           | Cơ Đốc giáo                                  |
| Barcelona                 | Tây Ban Nha           | Cơ Đốc giáo                                  |
| Canterbury                | Anh                   | Cơ Đốc giáo                                  |
| Caravaca de la Cruz       | Tây Ban Nha           | Cơ Đốc giáo                                  |
| Cologne                   | Đức                   | Cơ Đốc giáo                                  |
| Corinth                   | Hi Lạp                | Cơ Đốc giáo                                  |
| Częstochowa               | Ba Lan                | Cơ Đốc giáo                                  |
| Fátima                    | Portugal              | Cơ Đốc giáo                                  |
| Istanbul (Constantinople) | Thổ Nhĩ Kì            | Cơ Đốc giáo                                  |
| Kilkenny                  | Ireland               | Cơ Đốc giáo                                  |
| Kraljevo                  | Serbia                | Cơ Đốc giáo                                  |
| Leeds                     | Anh                   | Cơ Đốc giáo                                  |
| Madrid                    | Tây Ban Nha           | Cơ Đốc giáo                                  |
| Marija Bistrica           | Croatia               | Cơ Đốc giáo                                  |
| Medjugorje                | Bosnia và Herzegovina | Cơ Đốc giáo                                  |
| Milan                     | Ý                     | Cơ Đốc giáo                                  |
| Moscow                    | Nga                   | Cơ Đốc giáo                                  |
| Munich                    | Germany               | Cơ Đốc giáo                                  |
| Veliky Novgorod           | Nga                   | Cơ Đốc giáo                                  |
| Ohrid                     | Bắc Macedonia         | Cơ Đốc giáo                                  |
| Paris                     | Pháp                  | Cơ Đốc giáo                                  |
| Prague                    | Cộng hoà Czech        | Cơ Đốc giáo                                  |
| Rome                      | Ý                     | Cơ Đốc giáo                                  |
| Santiago de Compostela    | Tây Ban Nha           | Cơ Đốc giáo                                  |
| Santo Toribio de Liébana  | Tây Ban Nha           | Cơ Đốc giáo                                  |
| Sergiyev Posad            | Nga                   | Cơ Đốc giáo                                  |
| Thessaloniki, Núi Athos   | Hi Lạp                | Cơ Đốc giáo                                  |
| Toledo                    | Tây Ban Nha           | Cơ Đốc giáo                                  |
| Trondheim                 | Na Uy                 | Cơ Đốc giáo                                  |
| Uman                      | Ukraina               | Do Thái giáo Hasidim tông Breslov            |
| Uppsala                   | Thuỵ Điển             | Cơ Đốc giáo                                  |
| Vatican                   | Thành quốc Vatican    | Cơ Đốc giáo                                  |
| Vladimir                  | Nga                   | Cơ Đốc giáo                                  |
| Walsingham                | Anh                   | Cơ Đốc giáo                                  |
| Warsaw                    | Ba Lan                | Cơ Đốc giáo                                  |
| Wittenberg                | Đức                   | Cơ Đốc giáo                                  |

### Bắc Mĩ

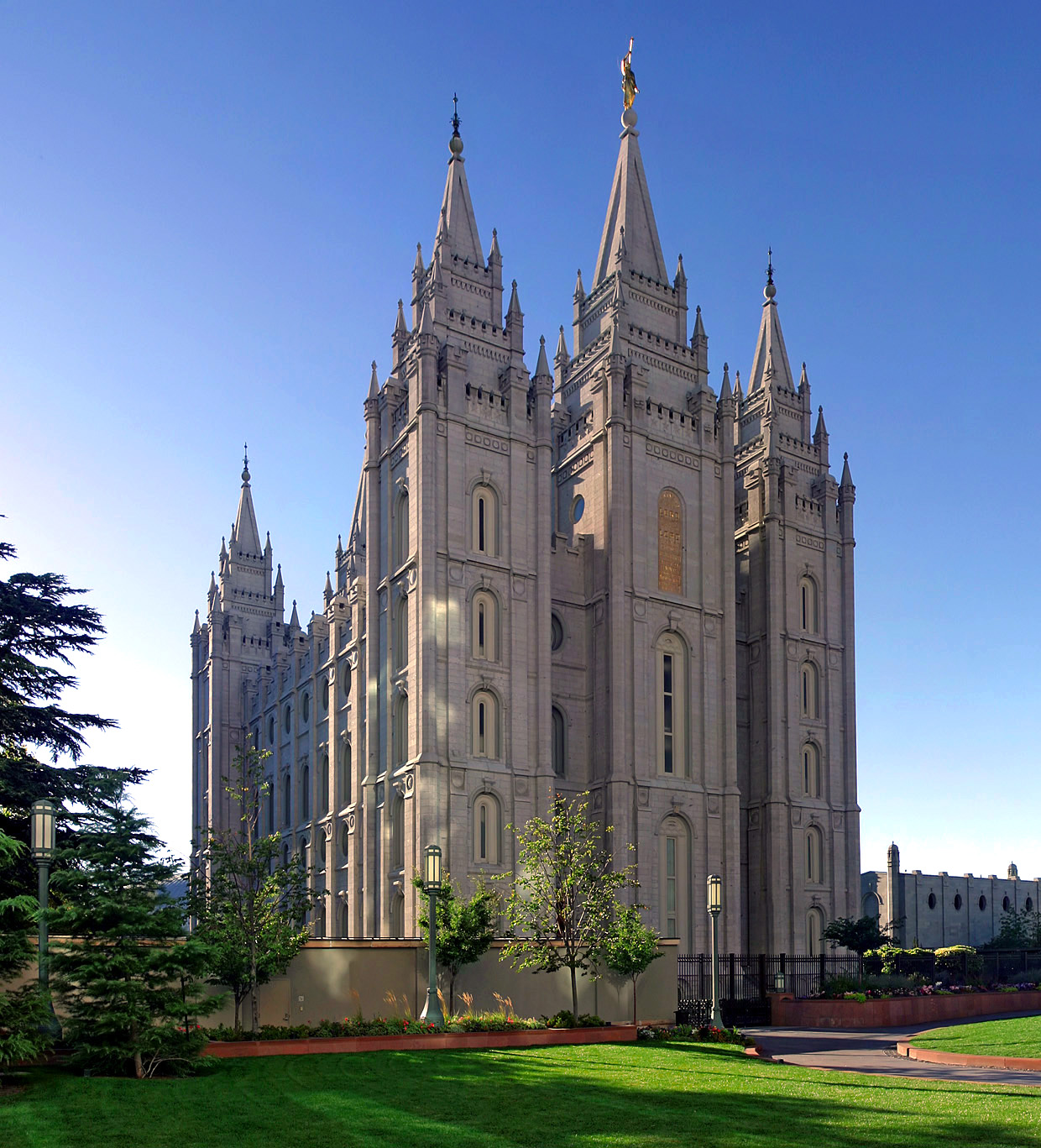
Thánh điện Salt Lake City nằm ở thành phố Salt Lake.

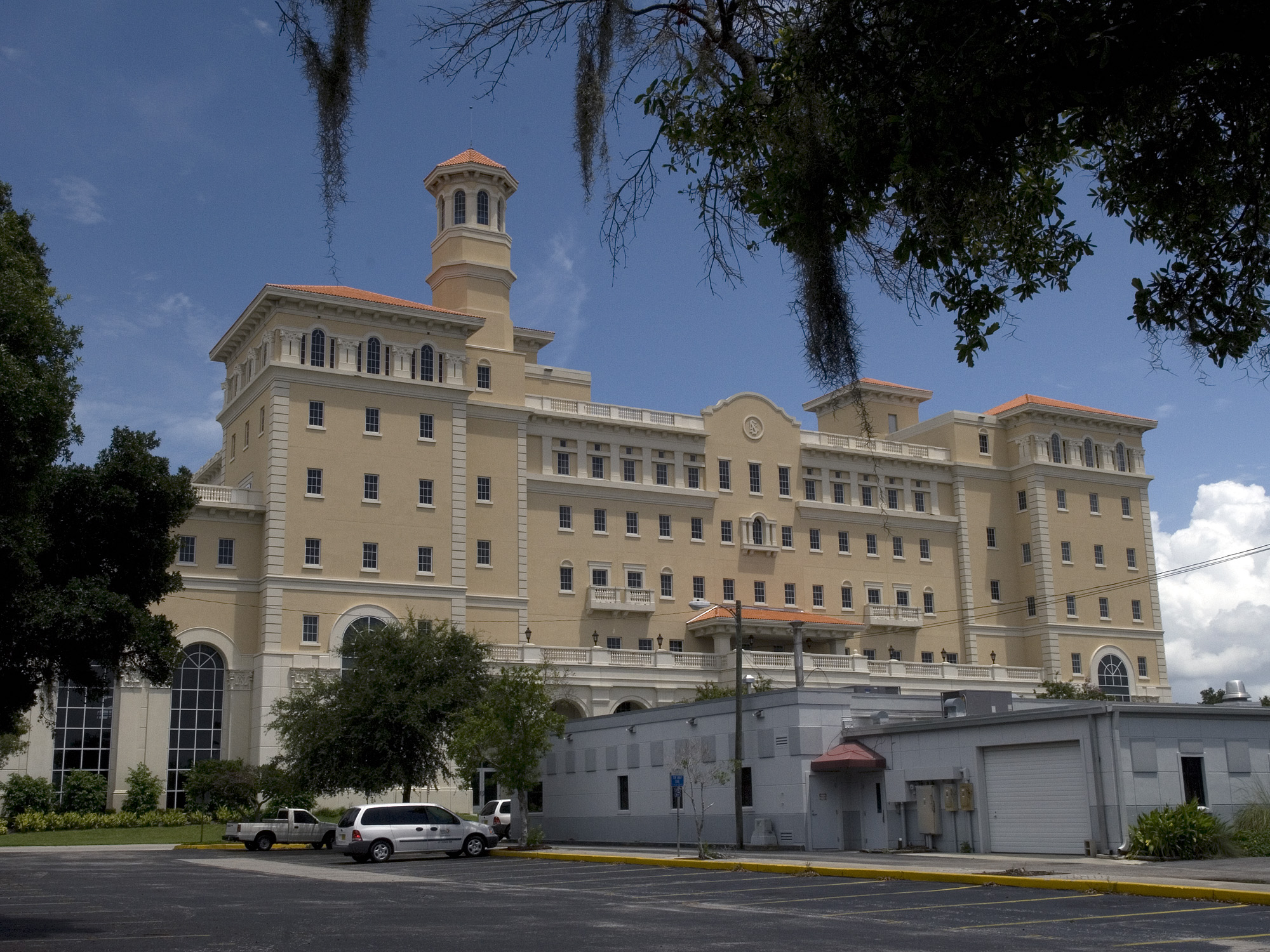
Flag Building nằm ở Clearwater, Florida.

| Thành phố           | Thuộc quốc gia        | Tôn giáo đại biểu             |
| ------------------- | --------------------- | ----------------------------- |
| Clearwater, Florida | Hợp chúng quốc Hoa Kì | Giáo hội Scientology          |
| Thành phố Mexico    | Mexico                | Cơ Đốc giáo                   |
| Thành phố Quebec    | Canada                | Cơ Đốc giáo                   |
| Thành phố Salt Lake | Hợp chúng quốc Hoa Kì | Phong trào Thánh hữu Ngày sau |
| Siparia             | Trinidad và Tobago    | Cơ Đốc giáo, Ấn Độ giáo       |

### Nam Mĩ
| Thành phố | Thuộc quốc gia | Tôn giáo đại biểu |
| --------- | -------------- | ----------------- |
| Aparecida | Brazil         | Cơ Đốc giáo       |
| Luján     | Argentina      | Cơ Đốc giáo       |